# Jesper Löfgren
Jesper Löfgren, né le 3 mai 1997 à Kalmar en Suède, est un footballeur suédois qui évolue au poste de défenseur central au FC Lucerne en prêt de Djurgårdens IF.

## Biographie

### Débuts professionnels
Jesper Löfgren commence le football en troisième division suédoise avec l'Oskarshamns AIK puis le FK Karlskrona.

### Mjällby AIF
Le 13 décembre 2017 est annoncé le transfert de Jesper Löfgren au Mjällby AIF, qui évolue alors aussi en troisième division. Il joue son premier match sous ses nouvelles couleurs le 8 avril 2018 face à l'Husqvarna FF (0-0). Cette saison-là le club devient champion de troisième division et est promu à l'échelon supérieur.

### SK Brann
Le 15 août 2018, est annoncé le transfert de Jesper Löfgren au club norvégien du SK Brann. Le joueur rejoint le club librement au 1er janvier 2019.

### Retour à Mjällby
En juillet 2019, Löfgren est prêté jusqu'à la fin de la saison à son ancien club, Mjällby AIF.
Le 5 février 2020, il est à nouveau prêté, cette fois-ci pour une saison, au Mjällby AIF. Le club ayant été promu, il découvre alors l'Allsvenskan, l'élite du football suédois. Il y joue son premier match lors de la première journée de la saison 2020, face au Malmö FF (défaite 2-0 de Mjällby). Il inscrit son premier but en première division le 4 octobre 2020 contre le Helsingborgs IF. Titulaire, il ouvre le score et son équipe s'impose par trois buts à deux.

### Djurgårdens IF
Le 31 mars 2021, Jesper Löfgren s'engage en faveur du Djurgårdens IF pour un contrat de quatre ans. 
Löfgren joue son premier match sous ses nouvelles couleurs le 4 avril 2021, lors d'une rencontre de coupe de Suède face à l'Hammarby IF. Il entre en jeu à la place d'Elliot Käck et son équipe s'incline par un but à zéro. Il inscrit son premier but pour Djurgårdens le 12 mai 2021, lors d'une rencontre de championnat face à l'Östersunds FK. Il est titulaire et son équipe s'impose (2-0 score final).

### Prêts
Le 18 janvier 2024, Jesper Löfgren est prêté en Suisse, au FC Lucerne, jusqu'en juin 2024. Le club bénéficie d'une option d'achat, qu'il lèvera en juillet 2024. 